# Silverstoneia minutissima
Silverstoneia minutissima es una especie de anfibio anuro de la familia Dendrobatidae.

## Distribución geográfica
Esta especie es endémica de Colombia. Se encuentra en los departamentos de Antioquia y Chocó entre los 60 y 700 m sobre el nivel del mar en la cuenca del río Atrato.

## Descripción
Los machos miden de 13 a 16 mm y las hembras de 14 a 17 mm.

## Publicación original
- Grant & Myers, 2013: Review of the frog genus Silverstoneia, with descriptions of five new species from the Colombian Chocó (Dendrobatidae, Colostethinae). American Museum novitates, n.º 3784, p. 1-58[3]